# Bilsinyčios upės apylinkės
Bilsinyčios upės apylinkės este o arie protejată (sit de importanță comunitară — SCI) din Lituania întinsă pe o suprafață de 197,27 ha, integral pe uscat.

## Localizare
Centrul sitului Bilsinyčios upės apylinkės este situat la coordonatele 54°01′22″N 23°54′49″E / 54.0228°N 23.9137°E.

## Înființare
Situl Bilsinyčios upės apylinkės a fost declarat sit de importanță comunitară în martie 2021 pentru a proteja 1 specie de animale.

## Biodiversitate
Situată în ecoregiunea boreală, aria protejată conține 3 habitate naturale: Taiga vestică, Păduri caducifoliate de mlaștină fino-scandinave, Păduri aluvionare cu Alnus glutinosa și Fraxinus excelsior (Alno-Padion, Alnion incanae, Salicion albae).
La baza desemnării sitului se află o specie protejată de  pești: cicar (Lampetra planeri).